# Flashy Ice Cream
Flashy Ice Cream és un grup de música catalana de trap, reggaeton, dancehall, R&B i música rap. Influïts per grups com ASAP Rocky, PNL o Sfera Ebbasta, es desmarquen de la resta de formacions de música urbana per unes lletres amb missatge, compromeses i totalment en català.

## Trajectòria
El grup està format per tres joves sabadellencs que van començar en el món de la producció musical el 2017. Les seves col·laboracions amb els 31 FAM i Lildami van fer créixer el grup i situar-lo en el panorama de la música urbana catalana. En les seves lletres reivindiquen el seu pensament, així com que el gènere musical del trap no ha d'estar encasellat en les drogues i el sexe. El grup està format per DAAX (productor del grup), P. Giancana (vocalista i productor audiovisual) i Sneaky Flex (vocalista). El dissenyador gràfic del grup és en C.Turú.
El seu primer gran senzill va ser «P.D.A.», en referència a Platja d'Aro. El grup mostra en les seves cançons el seu sentiment d'ira davant la situació política del país. Una de les seves cançons més conegudes és «Llàgrimes de sang», on es reflectix la sensació de tristesa davant dels fets relacionats amb el referèndum sobre la independència de Catalunya de 2017. Chill C acompanya P. Giancana i l'Sneaky Flex en els versos.
El 2019 van llançar al mercat el primer àlbum, Brillar o morir, amb la discogràfica Música Global, que conté deu cançons. Pocs mesos després, i a causa de la pandèmia de COVID-19, la formació va presentar el seu segon treball, Don Gelato, aquest cop amb el subsegell Delirics de Picap, amb el qual van guanyar el Premi Enderrock de la crítica a Millor disc de música urbana.

## Discografia

### Àlbums
- Brillar o morir (2019)
- Don Gelato (2020)
- Hangover (2022)[8]
- Nadal Mix 2023 (Luup Records, 2023)[9]

### EP
- Aftersun (EP, 2022)[10]
- Sempre Joves x1(EP, 2024)
- Sempre Joves x2 (EP, 2024)